# Viorne obier
Viburnum opulus
Pour les articles homonymes, voir Aubier (homonymie).
Espèce
Classification phylogénétique
Statut de conservation UICN

 LC  : Préoccupation mineure
La Viorne obier (Viburnum opulus - en ukrainien : червона калина), autrefois aussi dit Bois à quenouille, est un arbuste à feuilles caduques et palmées, appartenant à la famille des Adoxacées.

## Dénomination
Autres noms communs : rose de Gueldre, obier, viorne aubier, aubier, boule de neige pour le cultivar Roseum.

## Description

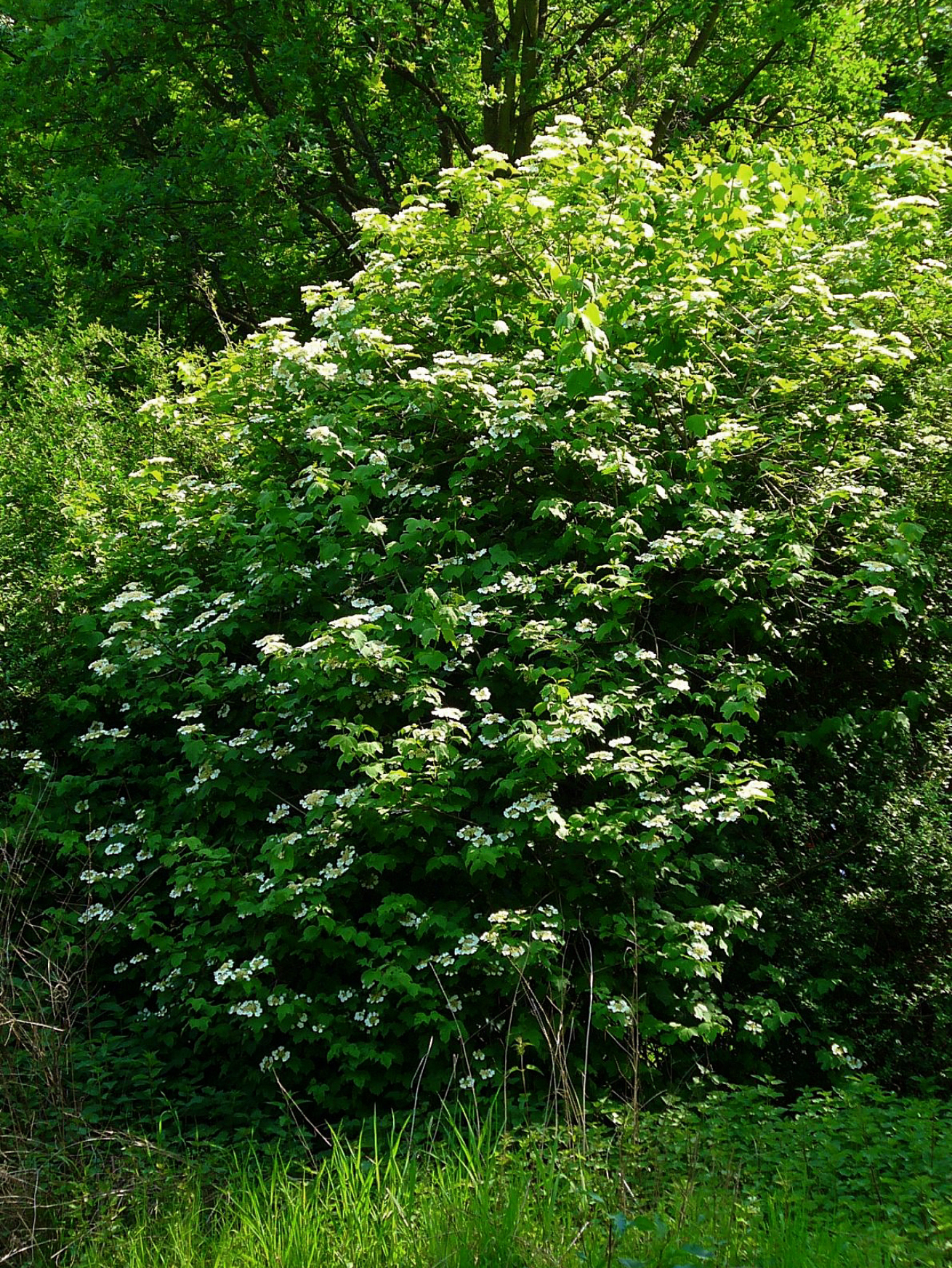
Une viorne obier.

Haute de 1 à 4 m, la Viorne obier possède des feuilles lobées qui atteignent 5 à 11 cm de longueur.
Les fleurs blanches forment de mai à juillet de larges ombelles avec des fleurs centrales petites et fertiles et de grandes fleurs extérieures stériles.
Les fruits sont des baies rouges un peu malodorantes à maturité, considérées comme non comestibles, mais utilisées dans les médecines traditionnelles comme toni-cardiaques[réf. nécessaire].
Le cultivar « Boule de neige » (Viburnum opulus 'Roseum'), dont toutes les fleurs sont blanches, est souvent planté dans les parcs et jardins, on le multiplie par voie végétative ; toutes ses fleurs sont stériles et semblables aux fleurs périphériques de la variété sauvage.

## Propriétés
Le Viorne obier contient 81 % d’eau, 2 105 UI de provitamine A, 1,64 g de vitamine C/kg de fruit frais, 4,9 g de flavonoïdes/kg de fruit frais, 10,8 g de potassium/kg de fruit séché, 1,3 g de magnésium/kg de fruit séché, 1,3 g de phosphore/kg de fruit séché, 1,2 g de calcium/kg de fruit séché, 17 mg de fer/kg de fruit séché,,. Les fruits séchés contiennent 4% de lipides et 1 % de protéines. Les feuilles contiennent des saponines, des glycosides, des stéroïdes, des tanins, des quinones, des phénols, des alcaloïdes, des coumarines et des terpénoïdes.

### Toxicité
Cette plante contient un alcaloïde, la lycorine. Les fruits cuits seraient consommables, mais crus (et surtout verts), ils provoqueraient des troubles digestifs à faible dose et des troubles neurologiques et cardiaques à forte dose. Chez la souris, la LD50 (dose létale pour 50% des individus) est de 5,4 g de feuilles sèches/kg.
Il est conseillé de considérer cette plante comme faiblement toxique.

## Habitat
C'est un arbuste des bois sur sol humide et des marais, ne dépassant pas l'altitude de 1 600 m. Ses branches au contact du sol se marcottent facilement, ce qui favorise d'autant sa forme buissonneuse.

## Répartition
La Viorne obier est présente en Amérique du Nord (aux États-Unis et au Canada), en Europe et dans une grande partie de l'Asie.

## Statuts de protection, menaces
L'espèce n'est pas encore évaluée à l'échelle mondiale par l'UICN. En Europe et en France elle est classée comme non préoccupante.

## L'obier dans la tradition slave
L'obier joue un grand rôle dans la tradition slave. Son nom russe, калина (kalina), est à l'origine de la célèbre chanson Kalinka (littéralement « petite baie d'obier ») car il est notamment le symbole de l'amour, que l'on retrouve dans de nombreux contes et chansons.

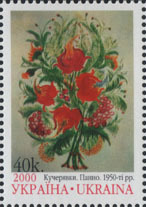
Sur un timbre par Tetiana Pata.
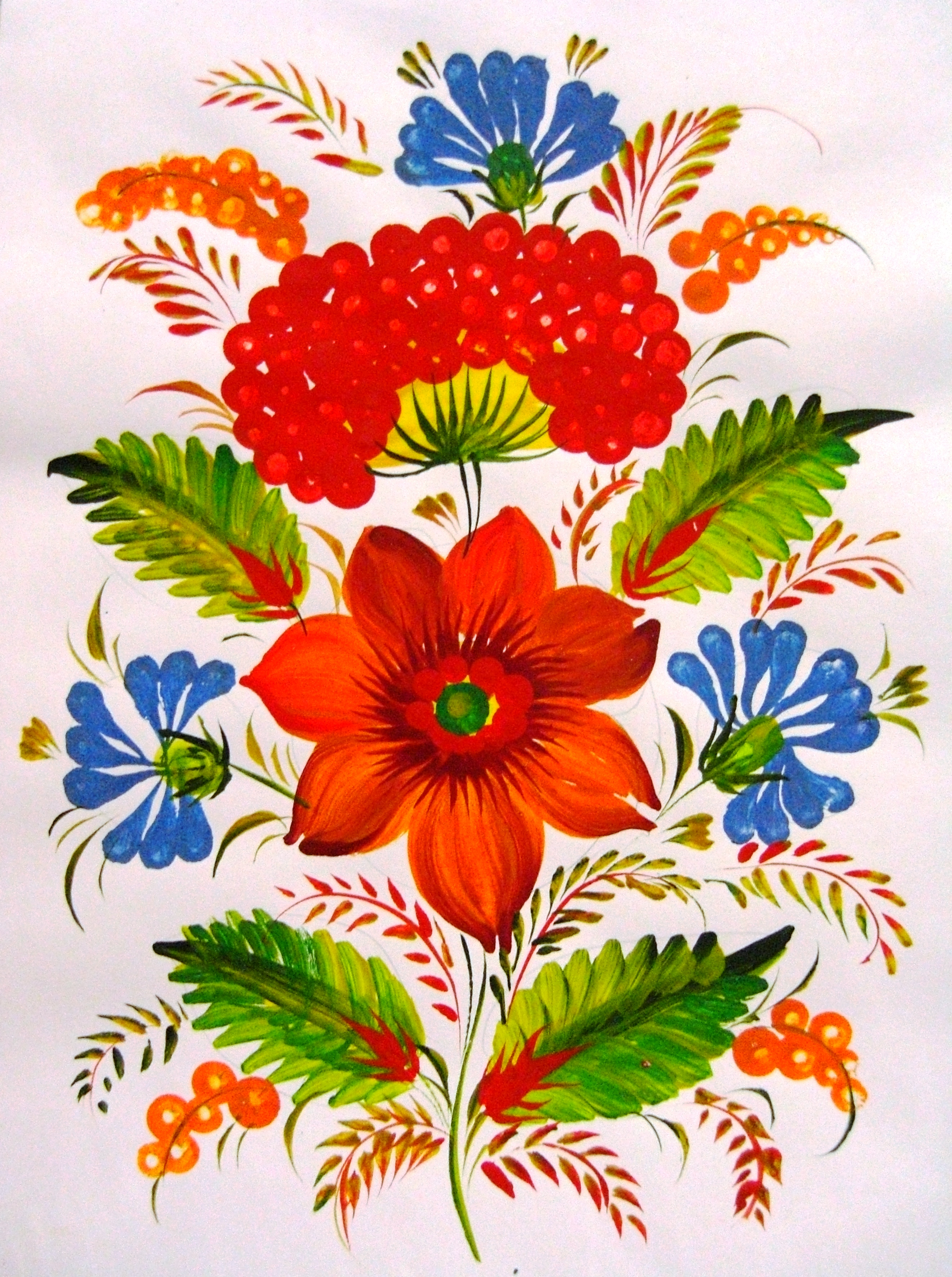
Représenté au-dessus de la fleur, le kalyna dans la peinture décorative de Petrykivka.
Le drapeau du président de l'Ukraine sur les bords duquel la forme de l'obier est également représentée.

En Ukraine, il est également un symbole national : la chanson Oh l'obier rouge dans la prairie fut écrite en 1914 pour une unité militaire formée dans l'ouest du pays, les fusiliers de la Sitch. La chanson fut plus tard reprise par l'Armée insurrectionnelle ukrainienne et est redevenue célèbre en 2022, à la suite de l’invasion de l'Ukraine par la Russie grâce au chanteur et parolier du groupe de rock ukrainien BoomBox, Andriy Khlyvnyuk, et remixée notamment par Pink Floyd sous le titre Hey Hey Rise Up. La forme de l'obier est également représentée sur les bords du drapeau du président de l'Ukraine.
Les contes et bylines russes font fréquemment mention du « pont d'obier » (kalinoviy most), qui traverse la « rivière de cassis » ou « rivière de feu », et sur lequel se déroulent notamment des batailles. Le bois d'obier, fragile, paraissant peu destiné à la fabrication de ponts, il semble que cette expression soit réservée aux contes merveilleux, avec un sens symbolique particulier (le pont reliant  le monde des vivants et le monde des morts). Le terme n'aurait en fait originellement pas de rapport avec l'obier, mais avec le verbe phonétiquement voisin kalit' , « chauffer au rouge » ; les deux termes partageant la référence à la couleur rouge, couleur des baies de l'obier.
La princesse Kalina de Bulgarie est un exemple de personnalité portant le prénom traditionnel Kalina.

## Utilisations

### Usage culinaire
Le fruit est comestible cuit. Initialement amer et très purgatif quand il est cru, il gagne en sucres et perd un peu en amertume avec le temps, ce pourquoi il est préférable de le cueillir en octobre-novembre, voire en décembre. Il permet de produire des coulis acidulés, des confitures et des gelées.
Des traces archéologiques montrent que ce fruit a été probablement consommé cuit à la préhistoire, du moins en Europe du Nord, à partir d'il y a environ 5 500 ans.
Il est encore traditionnellement consommé en Turquie.
En Amérique du Nord, il a été très utilisé comme substitut à la canneberge.

### Usage médical
XXe siècle :
L'écorce de la tige ou de la racine et fleurs: antispasmodiques, astringentes, diurétiques, toniques du système nerveux, sédatifs utérin, anti dysménorrhéiques. Les feuilles et les baies crues sont purgatives et vomitives,. Le fruit est antispasmodique, astringent et sédatif. L’ensemble de la plante est cardiotonique.
XXIe siècle:
Aujourd'hui la plante est à la fois utilisée en médecine classique et en phytothérapie. L’écorce de tige est un antispasmodique, astringent, hémostatique, analgésique utérin, améliorant du tonus utérin, facilitant de l’accouchement,,. L’activité analgésique est de même intensité que celle de l’aspirine. Le fruit est un antioxydant, antimicrobien, anticancéreux et est recommandé contre certains calculs rénaux et pour la prévention de certains cancers,,,,. Les feuilles sont antimicrobiennes.

## Galerie

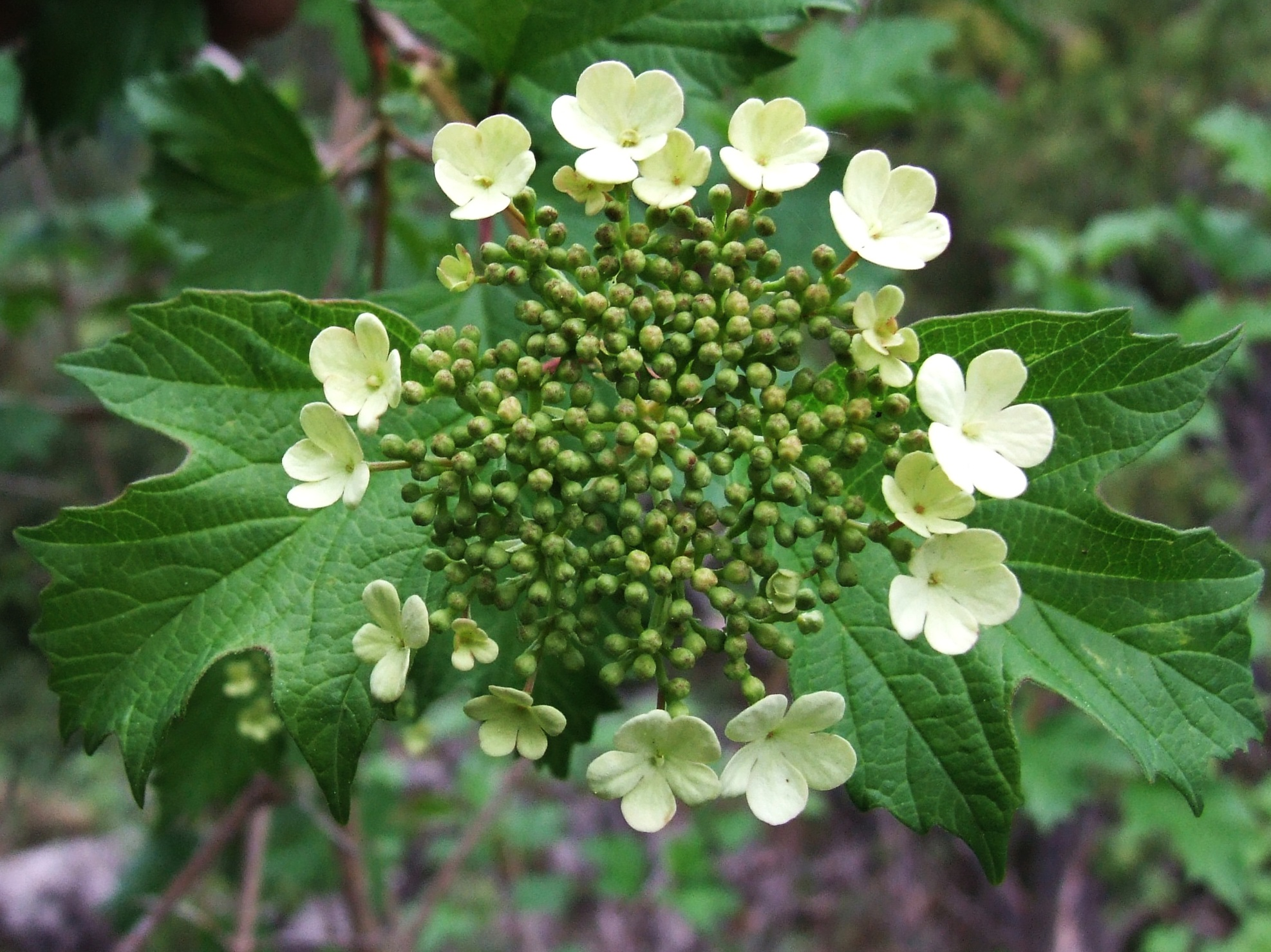
Fleurs de Viorne obier.
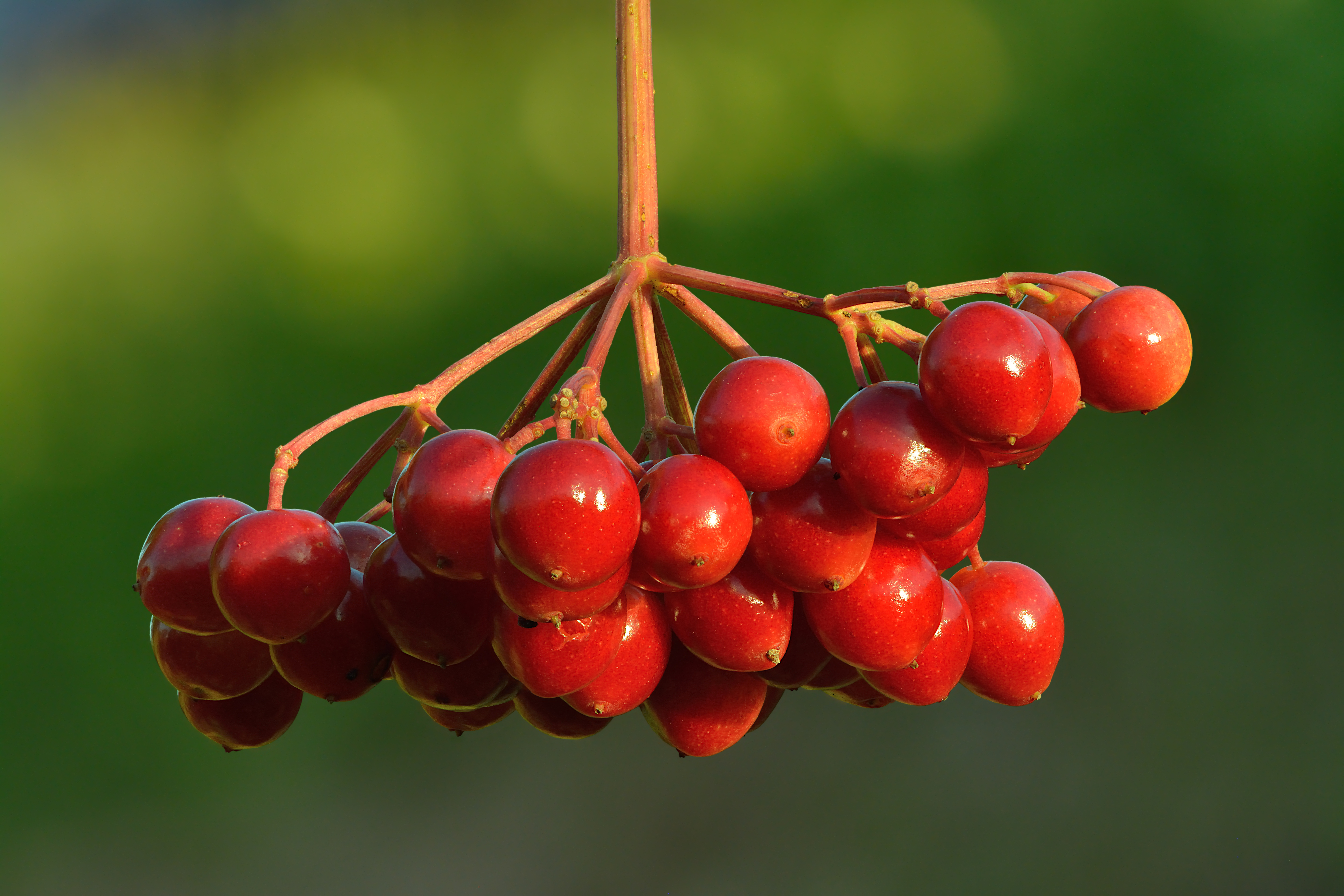
Fruits de Viburnum opulus.
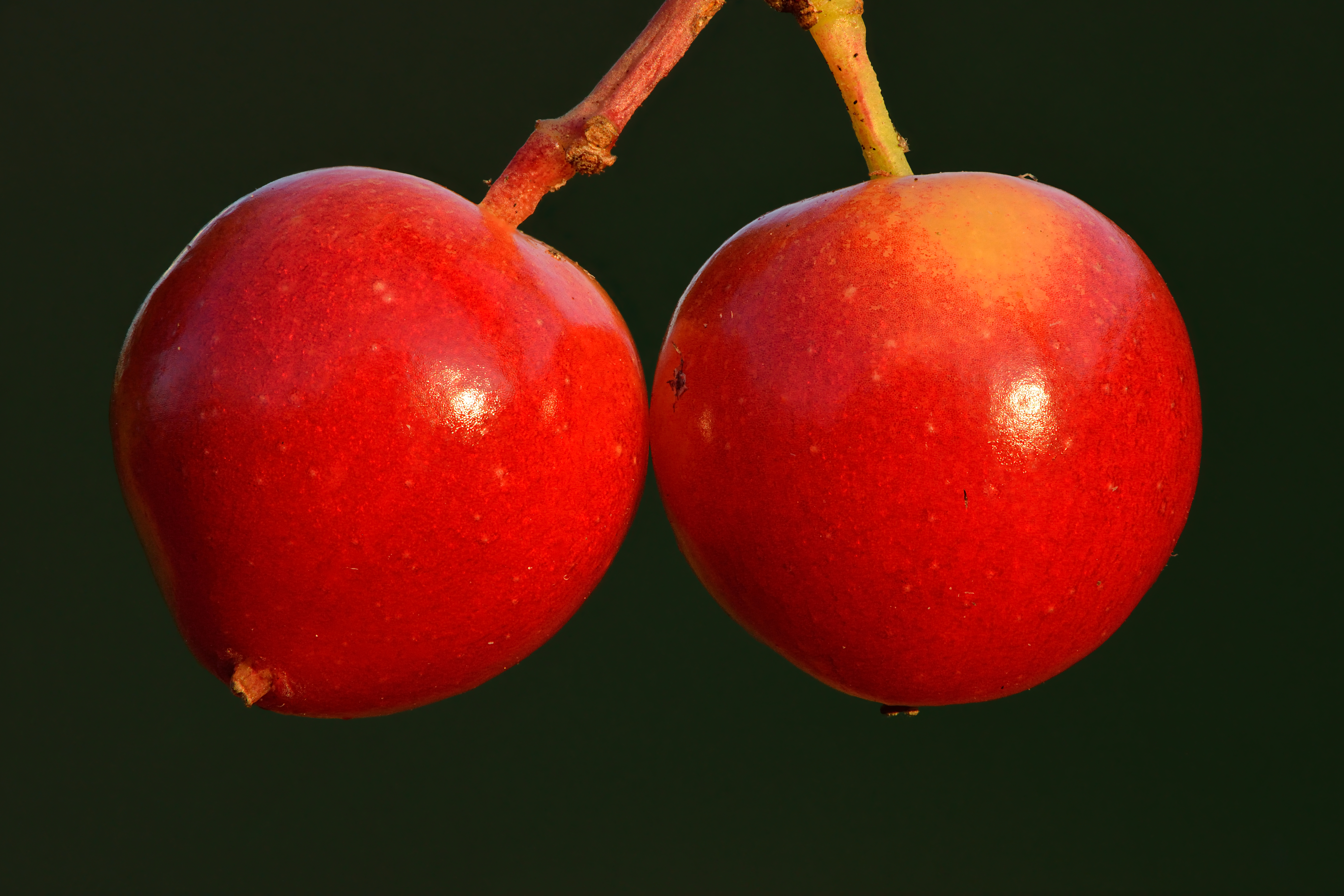
Fruits.
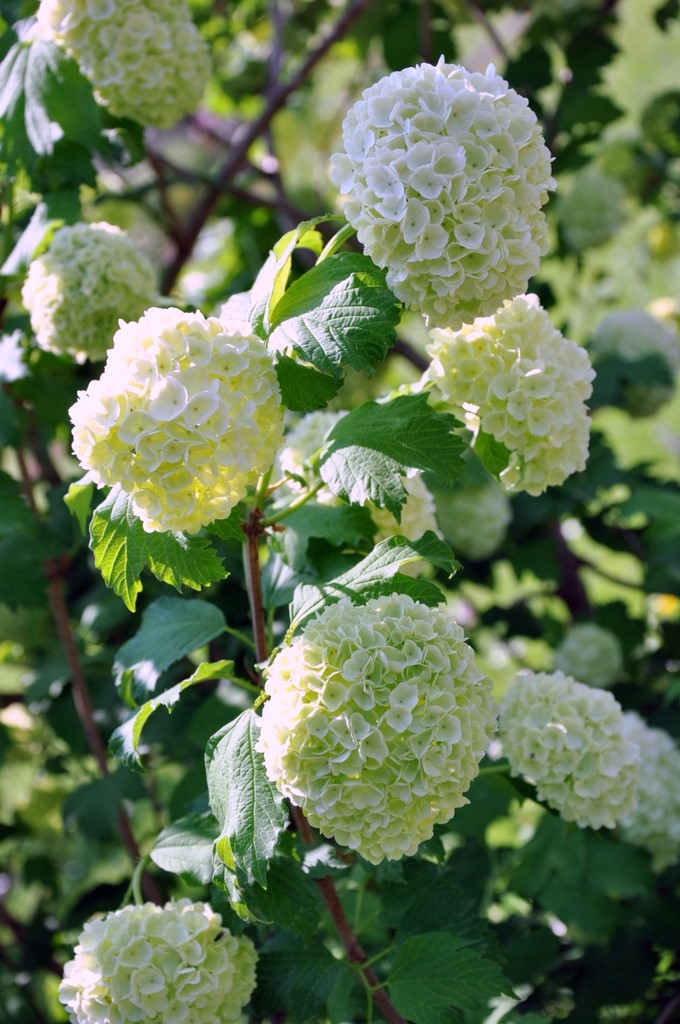
Viorne obier 'Boule de neige'.